# Кьёккенмединги

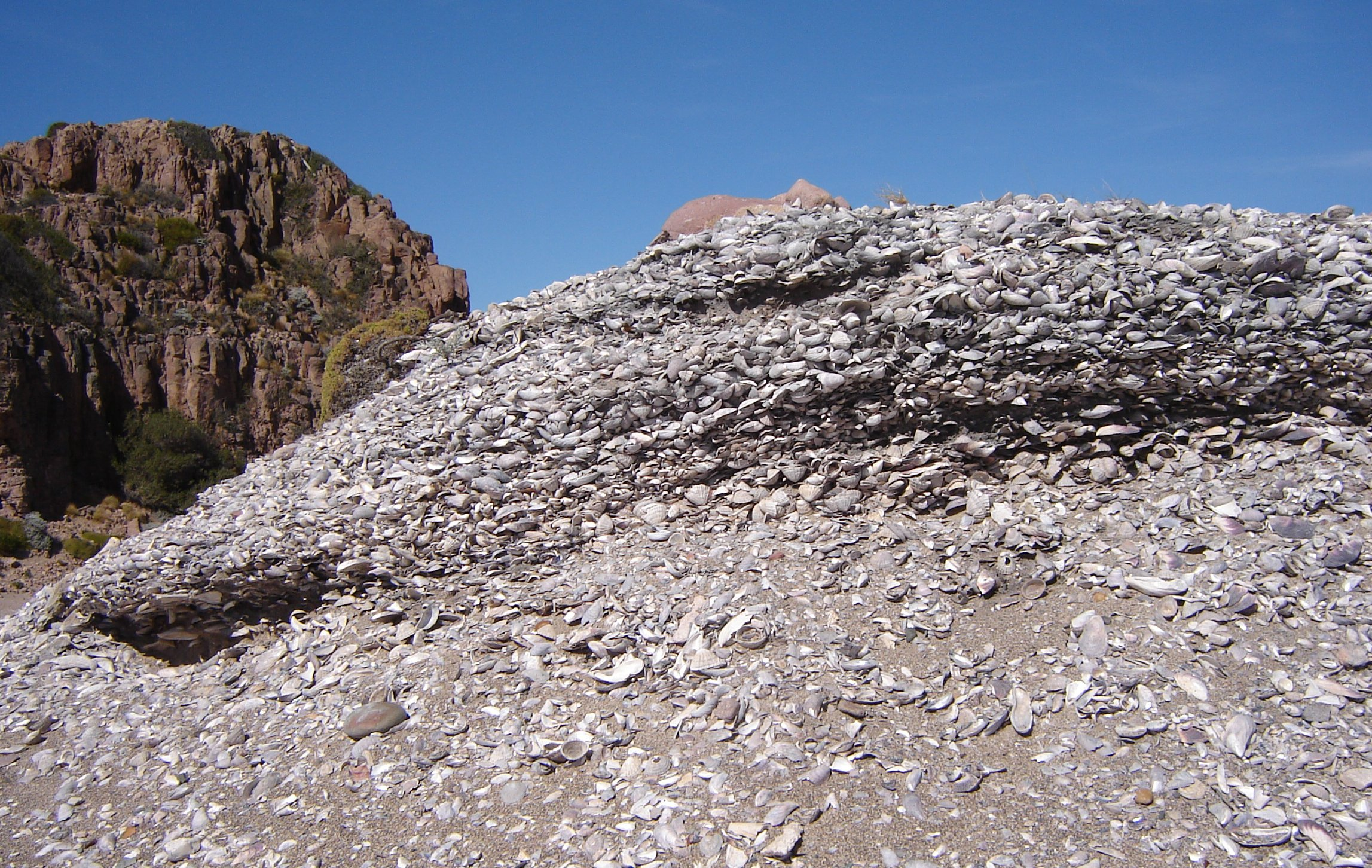
Куча остатков раковин в провинции Санта-Крус (Аргентина)

Кьёккенме́динги (от дат. køkkenmødding — кухонная куча) — кухонные кучи эпохи мезолита, найденные на территории Дании, южной Швеции и Норвегии. Они образуют холмы высотой несколько метров. Кучи расположены по берегам водоёмов. Кучи состоят из остатков раковин съедобных моллюсков (устрицы), костей диких животных (олень, кабан), рыбы (селёдка), золы, черепков грубо вылепленной посуды. Человеческие захоронения в Кьёккенмедингах датируются примерно 6000 годом до н.э. Кьёккенмединги исследуются методом стратиграфии.
Аналогичные культурные образования были обнаружены на территории Венгрии, Португалии, Южной Кореи и Японии. Такие свалки относятся, как правило, к кочевым или полукочевым народам. В число немногих ракушечных насыпей, которые были созданы оседлым населением, входят японские кайдзука (貝塚), которые были созданы в период Дзёмон в X—I тысячелетиях до н. э.